# Chris Kempers
Chris Kempers (nascida Christiane Kempers, Mönchengladbach, Alemanha, 7 de janeiro de 1965) é uma cantora alemã conhecida por ter representado a Alemanha no Festival Eurovisão da Canção 1990, juntamente com Daniel Kovac, com a canção "Frei zu leben".